# Білоус Сергій Степанович
Сергі́й Степа́нович Білоу́с (24 серпня 1974, с. Микове, Волинська область — 20 серпня 2014, смт Георгіївка, Луганська область) — солдат 24-ї окремої механізованої бригади Збройних сил України, учасник російсько-української війни. Загинув у бою під Георгіївкою. Герой України.

## Життєвий шлях
Народився 1974 року у селі Микове Ківерцівського району Волинської області. Колишній десантник, служив у хирівській військовій частині, 2003 року вона була передислокована, і він влаштувався працювати на залізницю. Проживав у селі Скелівка, Старосамбірський район Львівської області.

### Російсько-українська війна
З початком бойових дій на сході, добровольцем пішов до військкомату. Солдат, номер обслуги 24-ї окремої механізованої бригади.
Станом на серпень, 3-й механізований батальйон 24-ї бригади стояв на підступах до Георгіївки. Із кадрових вояків у підрозділі були тільки офіцери управління та командири рот. Решта особового складу — мобілізовані. Російське командування мало намір перерізати в цьому місці підхід до Луганського аеропорту, який на той час утримували десантники 80-ї аеромобільної бригади, унеможливити підвезення боєприпасів і провіанту, оточити українські підрозділи. У ніч на 20 серпня російські війська почали артилерійську підготовку, а зранку — наступ.
20 серпня 2014 року дві повітрянодесантні роти російських десантників з 234 ДШП і 104 ДШП, підсилені 6—8 танками 35 ОМСБр, вибили українських військових 24 ОМБр з блокпостів «Гагарін» та «Поступ», що були розгорнуті на висотах під Георгіївкою. Українське командування викликало повітряну підтримку. Вилетіло дві пари штурмових гелікоптерів Мі-24 зі складу 7 ОПАА. Після того як перша пара відпрацювала по висоті, зайнятій російськими підрозділами, через брак координації друга пара відправилась летіти туди ж, і один Мі-24П був збитий. У гелікоптері загинули майор Олег Бірюк та капітан Антон Родіонов.
Сергій Білоус вів вогонь по техніці й піхоті противника за гашеткою ЗУ-23-2, котра була встановлена на МТ-ЛБ. Вогнем однієї з російських БМД-2 український бронетранспортер був знищений, після чого Сергій зайняв позицію в окопі. Російські десантники наступали по соняшниковому полю, під прикриттям соняшників. Українська протитанкова гармата «Рапіра» деякий час вела вогонь по цьому полю, після чого російська БМД-2, та сама, що знищила МТ-ЛБ з ЗУ-23-2, з відстані 30 метрів влучила в гармату, внаслідок чого бійці дістали поранення. Від пострілів цієї БМД-2 одночасно зазнали поранень 5 бійців, 4 з яких — з протитанкової батареї, серед них і майор Сергій Біленко. Поранення в ногу та контузію дістав і т.в.о. командира роти та за сумісництвом командир опорного пункту «Сармат» Юрій Савічев. Російські десантники наступали, закидували ручними гранатами окопи та використовували РПГ та підствольні гранатомети. Сергій Білоус взяв РПГ, вийшов з окопу та здійснив постріл в сторону російської БМД-2, після чого був убитий вогнем кулемета з тієї самої машини, в яку він стріляв.
Після вильоту авіації, по висоті прямою наводкою відкрила вогонь артилерія 30 ОМБр. Російські десантники з 234 ДШП зазнали втрат — загинув командир роти капітан Антон Короленко та до взводу десантників. Російські сили мусили відступити, залишивши командирський БМД-2К (б/н 275) на висоті «Гагарін», та БМД-2 (б/н 284) і вантажівку КамАЗ з боєприпасами на опорному пункті «Поступ».
У бою також загинув Микола Штинда, поранень зазнав Ростислав Гавриш.
У Сергія Білоуса залишились дружина та троє дітей — двоє синів 18 й 11 років і 16-річна донька на той час.

## Нагороди та вшанування

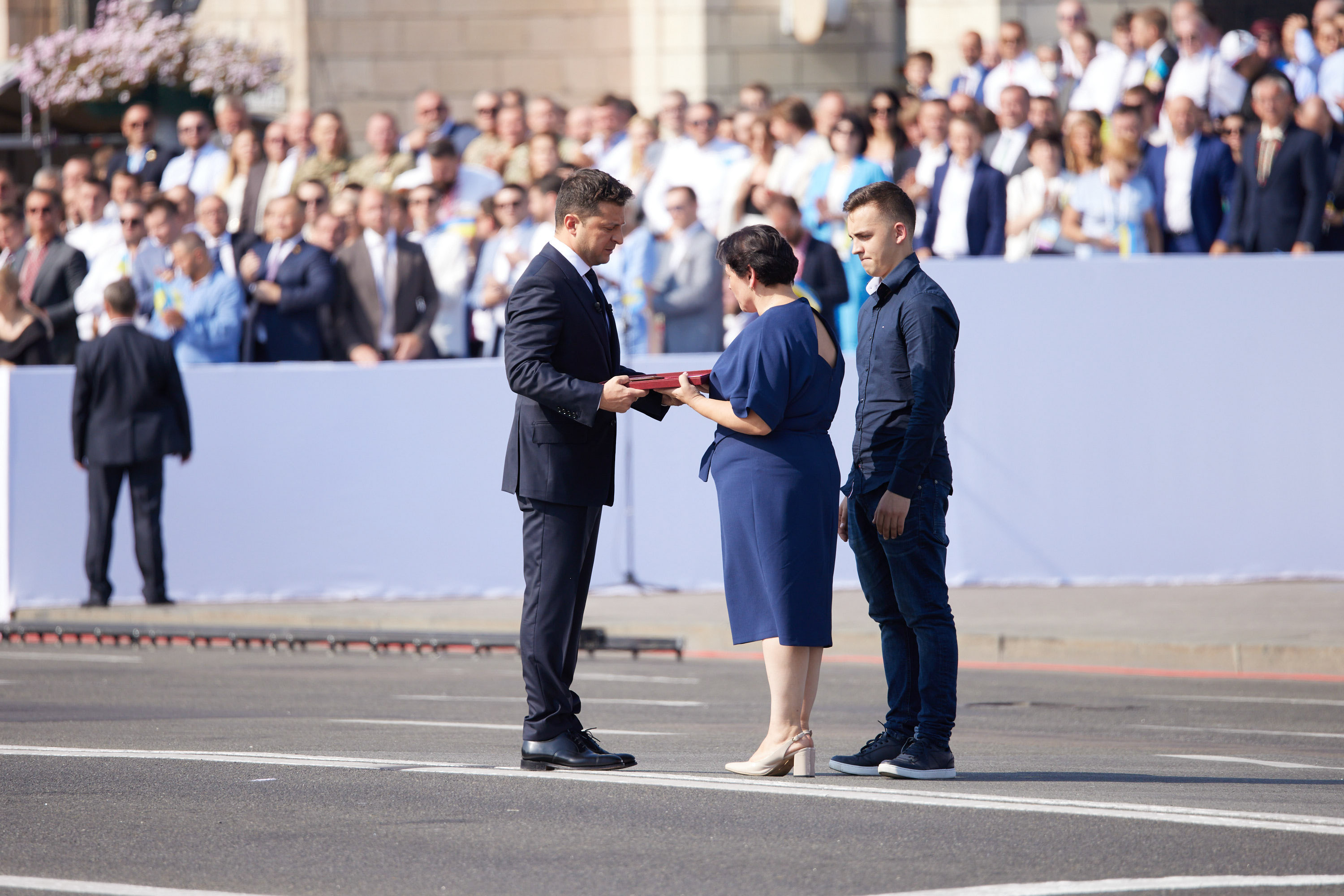
Президент Володимир Зеленський вручає орден «Золота Зірка» вдові Сергія Білоуса Лесі та молодшому синові Сергію під час параду до Дня Незалежності. Київ, 24 серпня 2021

- Звання Герой України з удостоєнням ордена «Золота Зірка» (22 серпня 2021, посмертно) — за особисту мужність і героїзм, виявлені у захисті державного суверенітету та територіальної цілісності України, вірність військовій присязі[7]. Нагороду вручено дружині під час святкування 30-річчя Незалежності України у м. Київ.
- Орден «За мужність» III ст. (14 березня 2015, посмертно) — за особисту мужність і високий професіоналізм, виявлені у захисті державного суверенітету та територіальної цілісності України[8].
- У серпні 2015 року в пункті обороту локомотивного депо Львів-Захід по станції Самбір встановили пам'ятну дошку Сергію Білоусу.
- Вшановується 20 серпня на щоденному ранковому церемоніалі вшанування українських захисників, які загинули цього дня в різні роки внаслідок російської збройної агресії[9]
- Його портрет розміщений на меморіалі «Стіна пам'яті полеглих за Україну» в Києві: секція 3, ряд 3, місце 5.